# Sonja Vougt
Helga Sonja Maria Vougt, född Arnell 13 april 1888 i Jönköping, död 7 januari 1972 i S:t Pauli församling i Malmö, var en svensk översättare.
Hon var dotter till lektor Wilhelm Arnell och hans hustru Helga, född Afzelius. Efter barndomsår i Gävle flyttade familjen till Uppsala 1901, där hon kom att växa upp inom Uppsalas akademiska societet. Till den intellektuella miljön hörde konfirmationsprästen Nathan Söderblom och i ungdomsåren Christian Günther, sedermera utrikesminister, som vid den här tiden närde författarambitioner. 
Hon engagerades i Hjalmar Selanders resande teatersällskap, där hon mötte Oscar Winge, som hon var gift med 1909–1925. Paret fick fem barn.
Det andra äktenskapet, med Allan Vougt 1925, chefredaktör för tidningen Arbetet, varade till dennes död. Sonja Vougt är begravd på Galärvarvskyrkogården i Stockholm.

## Översättningar
- Clément Vautel: Bara en borgare (Framtiden, 1927)
- Ludwig Renn: Krig: roman från västfronten 1914-1918 (Krieg) (Bonnier, 1929)
- Lilian Clifford: Syndare av i dag (Schildt, 1929)
- Marcel Proust: Vår vän Swann (Första delen av À la recherche du temps perdu) (Bonnier, 1930)
- Jo van Ammers-Küller: Maskerad (Bonnier, 1931)
- John Dos Passos: 42:a breddgraden (The 42nd parallel) (Bonnier, 1932)
- Romain Rolland: Den förtrollade själen. 4, Bebådelsen (Bonnier, 1933)
- Louis Golding: Magnoliagatan (Bonnier, 1933)
- Karen Blixen: Sju romantiska berättelser (Seven Gothic tales) (Bonnier, 1934)
- Robert de Sain Jean: Demokrati, smör och kanoner : en fransk medborgares dagbok (Democratie, beurre et canons) (översatt tillsammans med Allan Vougt) (Tiden, 1941)